# Engelhardia
Engelhardia es uno de los géneros  de la familia Juglandaceae, original del sudeste asiático, norte de la India, este de Taiwán, Indonesia y las Filipinas. 
El nombre del género es comúnmente designado como "Engelhardtia", debido a un error en el Index Kewensis, siendo su designación original Engelhardia.

## especies
| - E. aceriflora - E. apoensis - E. colebrookiana - E. danumensis - E. esquirolii - E. formosana - E. guatemalensis - E. hainanensis - E. kinabaluensis - E. lepidota - E. mendalomensis - E. mersingensis - E. mexicana | - E. mollis - E. nicaraguensis - E. nudiflora - E. oreomunnea - E. parvifolia - E. polystachya - E. pterocarpa - E. rigida - E. serrata - E. spicata - E. subsimplicifolia - E. unijuga - E. wallichiana |